# Fréville (Seine-Maritime)
Fréville ist eine Commune déléguée in der französischen Gemeinde Saint Martin de l’If mit 951 Einwohnern (Stand: 1. Januar 2018) im Département Seine-Maritime in der Region Normandie. 
Mit Wirkung vom 1. Januar 2016 wurde Fréville mit den früheren Gemeinde Betteville, La Folletière und Mont-de-l’If zu einer Commune nouvelle mit dem Namen Saint Martin de l’If fusioniert. Sie hat seither den Status einer Commune déléguée. Die Gemeinde Fréville gehörte zum Arrondissement Rouen und zum Kanton Notre-Dame-de-Bondeville (bis 2015: Kanton Pavilly).

## Geografie
Fréville liegt etwa 25 Kilometer nordwestlich von Rouen. 

## Bevölkerungsentwicklung
| 1962                       | 1968 | 1975 | 1982 | 1990 | 1999 | 2006 | 2012 | 2018 |
| -------------------------- | ---- | ---- | ---- | ---- | ---- | ---- | ---- | ---- |
| 453                        | 483  | 506  | 705  | 704  | 797  | 844  | 908  | 951  |
| Quellen: Cassini und INSEE |      |      |      |      |      |      |      |      |

## Sehenswürdigkeiten
- Kirche Saint-Martin